# Міст Лібертадор Хенераль Сан-Мартін
Міст Лібертадóр Хенерáль Сан-Марті́н (ісп. Puente Libertador General San Martín) — міжнародний автомобільний міст між Уругваєм та Аргентиною, побудований через прикордонну річку Уругвай. Міст з'єднує аргентинське місто Гвалегвайчу з уругвайським Фрай-Бентосом. Міст названо на честь борця за незалежність Аргентини Хосе де Сан-Мартіна.

## Опис
Міст має довжину в 8,30 метрів, дві смуги з боків шириною 1,50 м, кожна з кабелями та трубами. Висота у 45 м і довжиною у 5366 метрів. 4220 метрів підпорядковуються Аргентині, а 1146 метрів — Уругваєві. Переїзд мосту платний.

## Історія
Будівництво моста розпочалося 23 листопада 1960 року, коли було засновано Спільну технічну комісію між Аргентиною та Уругваєм (ісп. Comisión Técnica Mixta del Puente entre la Argentina y el Uruguay; COMPAU). 30 травня 1967 року в Буенос-Айресі між Аргентиною та Уругваєм була підписана угода, яку ратифікували 17 жовтня 1967 року в Монтевідео. У серпні 1972 р. було підписано договір з Міжнародним мостовим консорціумом (ісп. Consorcio Puente Internacional), який провадив будівництво. 16 вересня 1976 року міст був відкритий. Він був названий на честь аргентинського політика Хосе де Сан-Мартіна.

## Міжнародний конфлікт
Під час протестів проти будівництва целюлозного комбінату в місті Фрай-Бентос, з 2005 року люди періодично перекривали міст, зазвичай у святкові дні, що спричинило багато проблем для мандрівників. 30 квітня 2005 року міст був перекритий приблизно 40 000 людьми.